# Блежань (Вилча)
Блежань, Блежані (рум. Blejani) — село у повіті Вилча в Румунії. Входить до складу комуни Скунду.
Село розташоване на відстані 155 км на захід від Бухареста, 33 км на південний захід від Римніку-Вилчі, 63 км на північний схід від Крайови, 143 км на південний захід від Брашова.

## Населення
За даними перепису населення 2002 року у селі проживали 604 особи, усі — румуни. Усі жителі села рідною мовою назвали румунську.